# 1740 Paavo Nurmi
1740 Paavo Nurmi eller 1939 UA är en asteroid i huvudbältet som upptäcktes den 18 oktober 1939 av den finske astronomen Yrjö Väisälä vid Storheikkilä observatorium. Den har fått sitt namn efter den finske medel- och långdistanslöparen Paavo Nurmi.
Asteroiden har en diameter på ungefär 12 kilometer.